# Сиси-Меїте
Сиси-Меїте (рос. Сысы-Мейите) — село Верхоянського улусу, Республіки Саха Росії. Входить до складу Сартанського наслегу.
Населення — 58 осіб (2002 рік).
Село розташоване за 322 кілометри від адміністративного центру улусу — міста Верхоянська.